# 이와후네군

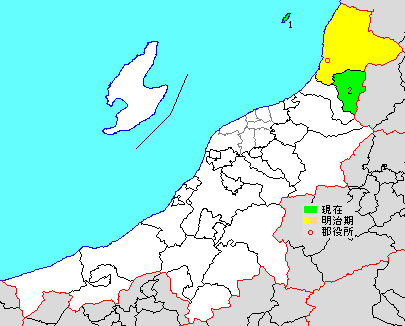
이와후네 군의 위치

이와후네군(일본어: 岩船郡, いわふねぐん)은 일본 니가타현의 군이다. 2006년 3월 20일 이후로 니가타 현내에서는 복수 자치체를 포함한 유일한 군이다.
인구 4,759명, 면적 309.39km², 인구밀도 15.4명/km².(2025년 3월 1일, 추계인구)
이하 2촌으로 구성된다.
- 아와시마우라촌(粟島浦村)
- 세키카와촌(関川村)

## 역사
이와후네 군의 명칭은 고대 율령제의 시대로부터도 온 것이다. 1878년에 제정된 군구정촌 편제법에 의해 성립한 이와후네군의 군역은 상기의 2촌 및 현재의 무라카미시에 해당하고 이전의 이와후네군의 영역도 이것과 거의 일치한다. 군 관공서는 무라카미모토정(현 무라카미시)에 놓였다.
- 1889년 4월 1일 - 정촌제 시행으로 아래의 정촌이 발족. 따로 표기하지 않은 곳은 현 무라카미시.(4정 35촌)

- 시치카타니촌(七箇谷村): 현 세키카와촌
- 구카타니촌(九箇谷村): 현 세키카와촌
- 세키촌(関村): 현 세키카와촌
- 가미호나이촌(上保内村)
- 나카호나이촌(中保内村)
- 미나미호나이촌(南保内村)
- 가나야촌(金屋村)
- 오쓰촌(大津村)
- 에비에촌(海老江村)
- 가와키타촌(川北村): 현 세키카와촌
- 온나가와촌(女川村): 현 세키카와촌
- 히라바야시촌(平林村)
- 시오야촌(塩谷村)
- 간노촌(神納村)
- 히가시칸노촌(東神納村)
- 니시칸노촌(西神納村)
- 이와후네정(岩船町)
- 세나미정(瀬波町)
- 무라카미정(村上町)
- 무라카미모토정(村上本町)
- 사베리촌(山辺里村)
- 몬젠다니촌(門前谷村)
- 다테노코시촌(館腰村)
- 나가쓰촌(長津村)
- 아라야촌(新屋村)
- 누노베촌(布部村)
- 이와사와촌(岩沢村)
- 다카네촌(高根村)
- 우노토로촌(鵜渡路村)
- 사루사와촌(猿沢村)
- 시오노마치촌(塩野町村)
- 오스도촌(大須戸村)
- 구로카와마타촌(黒川俣村)
- 야와타촌(八幡村)
- 오카와타니촌(大川谷村)
- 나카마타촌(中俣村)
- 시모카이후촌(下海府村)
- 가미카이후촌(上海府村)
- 아와시마포(粟島浦): 현 아와시마우라촌

- 1901년 11월 1일 - 아래의 정촌이 신설합병으로 통합되다.(4정 20촌)

- 사베리촌 ← 사베리촌, 몬젠다니촌
- 세키타니촌(関谷村) ← 세키촌, 시치카타니촌, 구카타니촌
- 온나가와촌 ← 온나가와촌, 가와키타촌
- 호나이촌(保内村) ← 가미호나이촌, 나카호나이촌
- 가나야촌 ← 가나야촌, 미나미호나이촌, 에비에촌, 오쓰촌
- 간노촌 ← 간노촌, 히가시칸노촌
- 히라바야시촌 ← 히라바야시촌, 시오야촌
- 다테노코시촌 ← 다테노코시촌, 나가쓰촌
- 미오모테촌(三面村) ← 아라야촌, 누노베촌
- 다카네촌 ← 다카네촌, 이와사와촌
- 사루사와촌 ← 사루사와촌, 우노토로촌
- 시오노마치촌 ← 시오노마치촌, 오스도촌

- 1909년) - 아와시마포가 개칭하여 아와시마우라촌(粟島浦村)이 됨.
- 1946년 6월 1일 - 무라카미정·무라카미모토정이 합병하여, 새로이 무라카미정이 발족.(3정 20촌)
- 1954년
  - 3월 31일 - 무라카미정·이와후네정·세나미정·사베리촌·가미카이후촌이 합병하여 무라카미시(村上市)가 발족, 군에서 이탈.(18촌)
  - 8월 1일 - 세키타니촌·온나가와촌이 합병하여 세키카와촌(関川村)이 발족.(17촌)
  - 10월 1일 - 다테노코시촌·미오모테촌·다카네촌·사루사와촌·시오노마치촌이 합병하여 아사히촌(朝日村)이 발족.(13촌)
  - 12월 1일 - 호나이촌·가나야촌이 합병하여 아라카와정(荒川町)이 발족.(1정 11촌)
- 1955년
  - 1월 10일 - 간노촌·히라바야시촌·니시칸노촌이 합병하여 가미하야시촌(神林村)이 발족.(1정 9촌)
  - 3월 31일 - 구로카와마타촌·야와타촌·오카와타니촌·나카마타촌·시모카이후촌이 합병하여 산포쿠촌(山北村)이 발족.(1정 5촌)
- 1965년 11월 3일 - 산포쿠촌이 정제 시행으로 산포쿠정(山北町)이 됨.(2정 4촌)
- 2008년 4월 1일 - 아라카와정·산포쿠정·가미하야시촌·아사히촌이 무라카미시와 합병하여, 새로이 무라카미시가 발족, 군에서 이탈.(2촌)